# شهرستان لاک-سن-ژان-است
شهرستان لاک-سن-ژان-است (به انگلیسی: Lac-Saint-Jean-Est Regional County Municipality) یک منطقهٔ مسکونی در کانادا است که در ناحیه سگنه-لاک-سن-ژان واقع شده‌است. شهرستان لاک-سن-ژان-است ۲٬۹۱۷٫۱۰ کیلومتر مربع مساحت و ۵۲٬۵۲۰ نفر جمعیت دارد.